# Separador de sementes

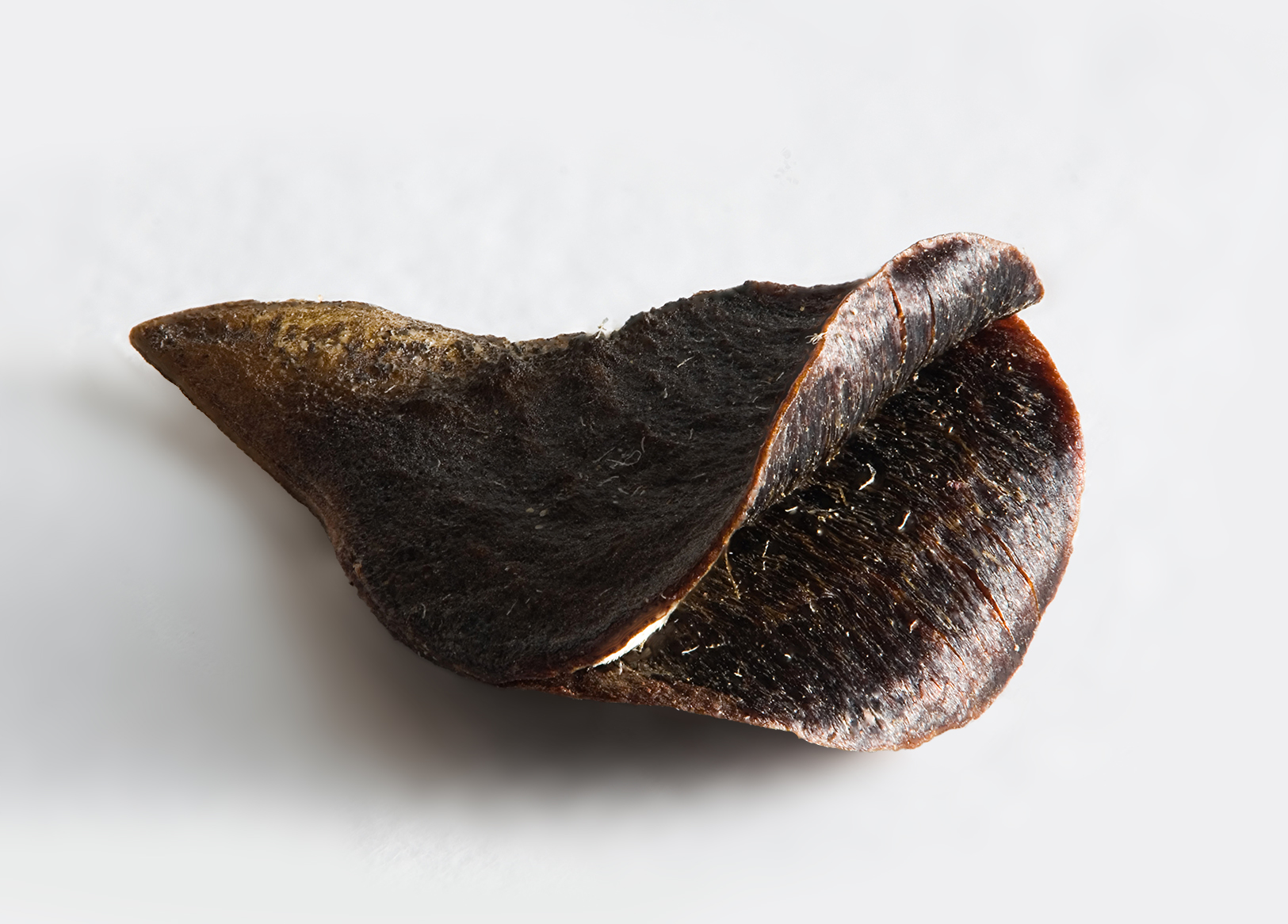
Separador de sementes de uma Banksia marginata, com sementes aladas ainda aderidas a ele.

Um separador de sementes é uma estrutura encontrada nos folículos de algumas espécies da família proteaceae. Esses folículos normalmente contêm duas sementes, com um separador de sementes entre elas. O separador de sementes não é senão um pequeno pedaço de madeira, mas em alguns casos tem uma função muito importante: em espécies serotinosas, os folículos são abertos apenas em resposta ao fogo, mas o separador de sementes permanece em posição, impedindo assim a queda das sementes imediatamente, em terra queimada. Alguns separadores afrouxam e se desabafam uma vez que esfriam, assegurando assim que as sementes são liberadas somente depois que o fogo passa; outros afrouxam e caem apenas depois de terem sido umedecidos, assegurando assim que as sementes são liberadas na primeira chuva após o incêndio. Outros ainda funcionam como alavancas, recurvando quando úmido e alisando quando seco e, gradualmente, alavancando as sementes do folículo no decurso de um ciclo seco ou úmido. Este último caso também ocorre em espécies não serotinosas: os folículos podem abrir espontaneamente, mas a liberação da semente é adiada até a próxima chuva.[carece de fontes?]

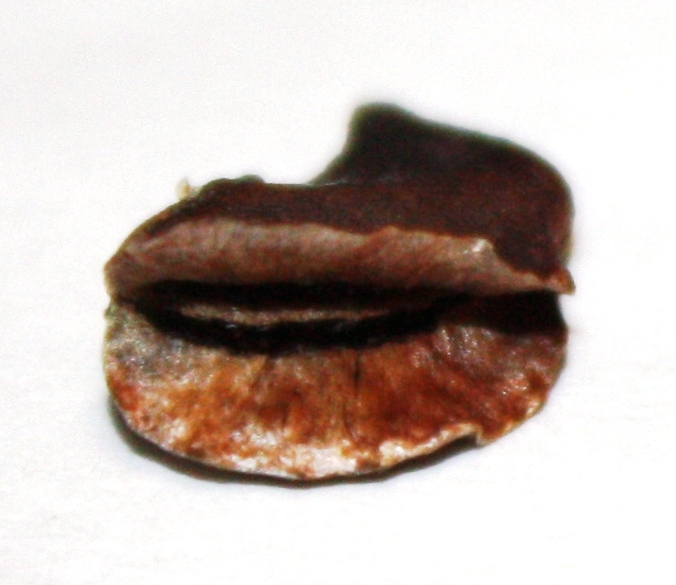
Separador de sementes de uma Banksia sessilis, com sementes aladas aderidas a ele acima e abaixo.